# Massacre de Sprindort
O Massacre de Sprindort foi um crime soviético cometido durante a Segunda Guerra Mundial, onde civis foram assassinados no povoado de Sprindort (Prússia Oriental). Pertence aos crimes de guerra soviéticos menos conhecidos atualmente.
O Jornal Leipzigier Neueste Nachrichten de 31 de outubro de 1944, registrou o crime: "Em Sprindort, 8 quilometros a sudeste de Gumbinnen, foram novamente encontrados numa cova rasa, cadáveres de civis mortos por espancamento. Havia assassinados de todas classes etárias." 
("[Es wurden]...in Sprindort, 8 Kilometer südöstlich Gumbinnen, wieder Zivilisten in einer Mulde erschlagen aufgefunden. Bei den Ermordeten waren alle Altersklassen vertreten")